# Metamorfozy (album)
Metamorfozy – album Kory nagrany przy współpracy z zespołem 5th Element, wydany 26 września 2008 roku nakładem wytwórni płytowych Kamiling Co oraz Universal Music Polska. Album zawiera intro oraz 10 przebojów zespołu Maanam nagranych w nowych aranżacjach. Pierwszym singlem promującym album został utwór „Senna leniwa niedziela”, który dotarł do 45. pozycji Listy przebojów Programu Trzeciego. 
Płyta dotarła do 19. miejsca listy OLiS.

## Lista utworów
Opracowano na podstawie materiału źródłowego.
1. „Intro”
2. „Lipstick on the Glass”
3. „Senna leniwa niedziela”
4. „Lucciola”
5. „Dwa oszukane serca”
6. „Ciche szepty”
7. „Szare miraże (Metamorfozy)”
8. „Kocham cię kochanie moje”
9. „Cykady na Cykladach”
10. „Zapatrzenie”
11. „Mówię do ciebie coś”